# Табіру
Табіру — королева царства Куш XXV династії єгипетських фараонів (Нубійська династія).Табіру була дочкою фараона Алара та його дружини Касагі (поховання, можливо, в Ель-Курру K.23), і дружиною фараона Піанхі. Її офіційні титули включали: Головна Дружина Фараона (hmt niswt 'at tpit n hm.f, окрім неї єдиною королевою  яка носила такий же титул була Нефертіті), Її Іноземна Величність (ta-aat-khesut). Крім цих основних титулів Табіру згадується як Королева (hmt niswt), Принцеса (s3t niswt) і Королівська Сестра (snt niswt)